# 福井 (津山市)
福井（ふくい）は岡山県津山市にある地名。郵便番号は708-1114。

## 地理
北は田熊、河面、西は新田、南は池ヶ原、勝央町福吉、東は勝央町太平台と接する。

### 河川
- 広戸川

## 歴史

### 沿革
- 1889年6月1日 - 町村制施行により、勝北郡福井村が同郡河面村、田熊村、近長村と合併、広野村となる。福井村は大字福井となり、役場が置かれる。
- 1900年4月1日 - 勝北郡が勝南郡と合併し、勝田郡となる。
- 1954年7月1日 - 広野村が周辺の村とともに津山市に編入される。

## 世帯数と人口
2021年（令和3年）1月1日現在の世帯数と人口は以下の通りである。
| 町丁 | 世帯数  | 人口  |
| ---- | ------- | ----- |
| 福井 | 139世帯 | 335人 |

## 小・中学校の学区
市立小・中学校に通う場合、学区は以下の通りとなる。
| 番地 | 小学校             | 中学校               |
| ---- | ------------------ | -------------------- |
| 全域 | 津山市立成名小学校 | 津山市立津山東中学校 |

## 交通

### 道路
- 岡山県道412号福井美作大崎停車場線
- 岡山県道415号工門勝央線

## 施設
- 八幡神社